# Петър Зографски
Петър Георгиев Зографски е български националреволюционер, политик и обществен деец.

## Биография
Петър Зографски е роден през 1848 г. в град Пазарджик. Работи като учител в Пловдивската гимназия.
Член на Пазарджишкия частен революционен комитет преди Априлското въстание (1876). Участва като доброволец в Сръбско-турската война (1876).
След Освобождението от османско владичество е член на БТЦРК. Държи пламенна реч по време на панихида за Христо Ботев, поради което е уволнен (19 май 1885). Участва в Съединението на Княжество България и Източна Румелия (1885).
Секретар-началник на Пазарджишката префектура, а от 14 октомври 1885 г. е назначен за префект.
Народен представител от Пазарджишка избирателна околия в IV ВНС и VI ОНС.
Умира през 1915 г.